# 周庄镇 (昆山市)
周庄，是中华人民共和国江苏省苏州市昆山市下辖的一个行政建制镇。
周围湖荡环列，镇内河港纵横，是典型的江南水乡，被誉为“中国第一水乡”。目前已经成为著名风景旅游区。2019年被评为中国文化百强镇。

## 地理
周庄位于中华人民共和国江苏省昆山市西南隅，东经120°53′，北纬31°14′处。东南与上海市青浦县的商塌为邻，西南与吴江市的莘塔接壤，东北与锦溪镇相衔，西北与吴县的淞南相望。为昆山、吴江、上海三市交界处。
周庄地处府县边隅，四周群湖环抱，河港纵横。“咫尺往来，皆须舟楫”。镇区北依白蚬湖、急水港，为吴淞江漕粮北运要道；南衔张矢鱼湖（今南湖），古为文人志士隐逸之地。元代居户聚集于市河东岸，今北市街一带，镇西仍荒僻。明代中期，镇址向镇西后港及港西方面延伸，而后太平桥、世德桥、福洪桥相继建成，道路沟通，遂由城隍埭继向普庆桥（今中市街）一带发展。至清初，规模日盛，整个市镇以富安桥为中心，有南北市街和中市街两条丁字型大街，形成闹市。清至民初，因地处三县之中，商业繁盛。
据史书记载，北宋元佑年间（1086年），周迪功郎信奉佛教，将庄田 200亩（13公顷多）捐赠给全福寺作为庙产，百姓感其恩德，将这片田地命名为“周庄”。1127年，金二十相公跟随宋高宗南渡迁居于此，人烟逐渐稠密。
周庄在元代中期时属苏州府长洲县。明清中期属松江府华亭县，清初复归长洲县。清雍正三年（公元1725年），周庄镇因元和县一分为二，约五分之四属元和县（今吴县市），五分之一属吴江县（今吴江市）。乾隆二十六年（公元1761年），江苏巡抚陈文恭将原驻吴县甪直镇的巡检司署移驻周庄，管辖澄湖、黄天荡、独墅湖、尹山湖和白蚬湖地区，几乎有半个县的范围。
清末至民国年间，战乱频仍。周庄以其独特的地理条件，成为南社发起人陈去病、柳亚子等人聚会酬唱之地。20年代，流品渐杂，成为方圆附近吴江、青浦乡里间的一大集镇。
1949年5月8日，周庄淪陷，归属吴江甪直区。1950年把镇西原属吴县部分划归吴江，结束了两县分治的状况。1952年以后，周庄镇归昆山县（现为昆山市）管辖。 
中共建政后，商业渠道随政区而变化，趋向单一的农业经济。改革开放后，乡镇工业发展，对外交往增多。1986年昆（山）陈（墓）周（庄）公路建成通车，镇内以其保存完好的明清古建筑群，以及古朴的石拱桥、石河埠等吸引了大批游客。1988年周庄成立周庄旅游服务公司，旅游设施不断完善。来此考察和观光的各地游客、中外官员、学者、专家日益增多，并且成为写生作画、摄制影视片的热门场所。

## 行政区划
2010年末，周庄镇总面积39.05平方公里，镇辖10个行委会、2个居民委员会。1981年9月，撤销周庄公社革命委员会，成立周庄公社管理委员会。1983年4月，政社分设，恢复周庄乡人民政府建制，辖20个村民委员会，201个生产队。1988年6月，撤乡建镇。2001年8月，行政村合并。由原来的20个行政村合并成10个行政村，延续至今。户籍人口8681户、22144人；外籍人口32952人（其中经商打工9773人）。
36.05平方千米（2017年），31730人（2017年）。

## 历史
远古时期，已有人类在镇北太史淀一带耕牧繁衍。
春秋至汉代时期，吴王少子摇和汉越摇君在周庄地域册封，称“摇城”。
南宋元祐元年（1086年），周迪功郎在周庄镇收获设庄，把自己的宅子改造为全福寺，周庄就是这么来的。
南宋建炎四年（1127年），韩世忠在周庄境内加强防守。

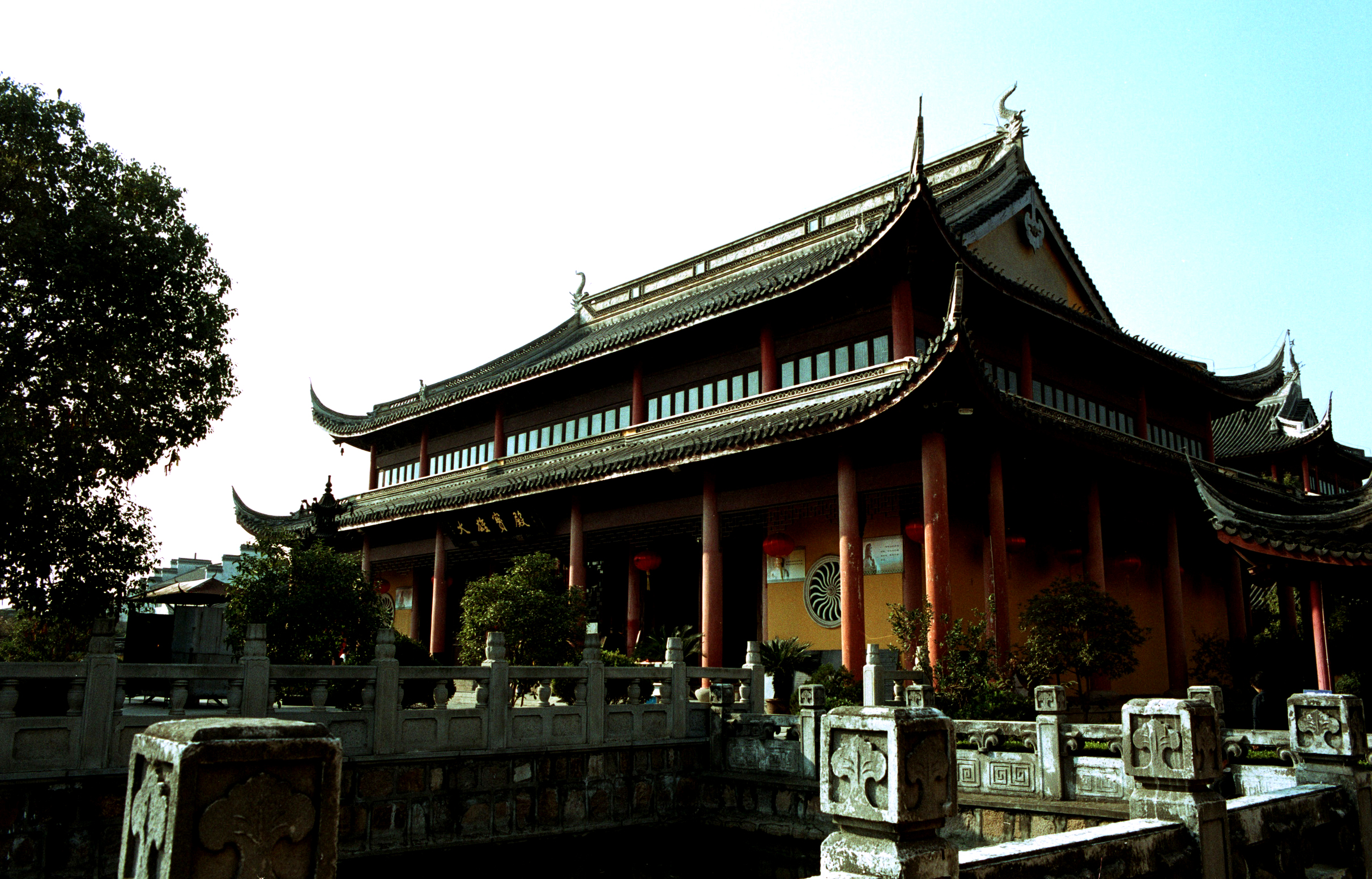
周庄全福讲寺

元朝至顺元年（1330年），沈万三的父亲沈祐由湖南南浔沈家漾搬至周庄东垞，垦殖经营。人渐渐多了起来，便成了市镇。
明洪武六年（1373年），明太祖朱元璋建筑南京城垣，沈万三助建三分之一，并请犒军，为皇帝猜忌，被发配到云南。
洪武七年（1374年），沈万三案株连的事情很多，有把周庄屠城之说。镇人徐民望到京城告御状，才没有做。

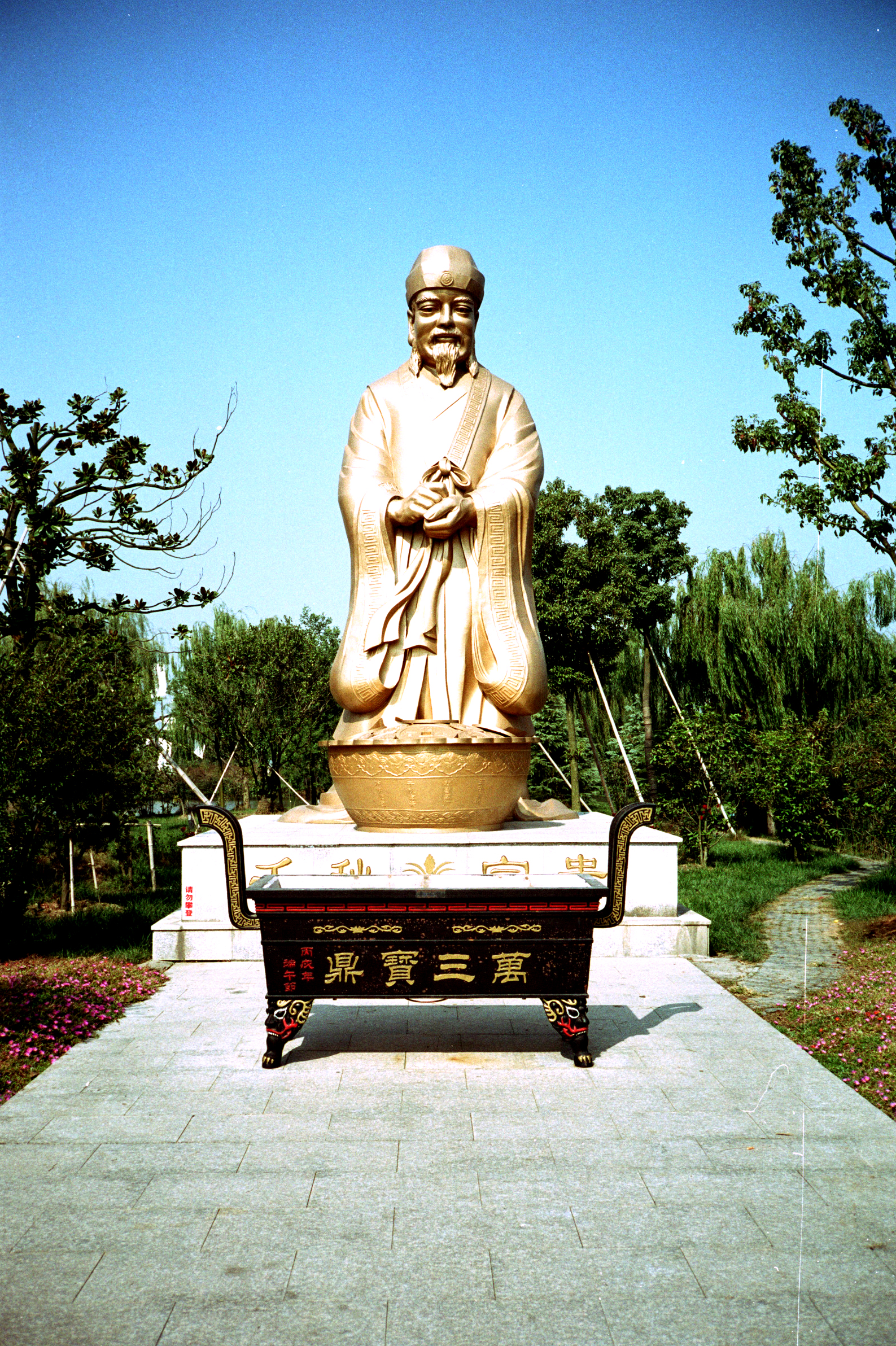
周庄沈万三像
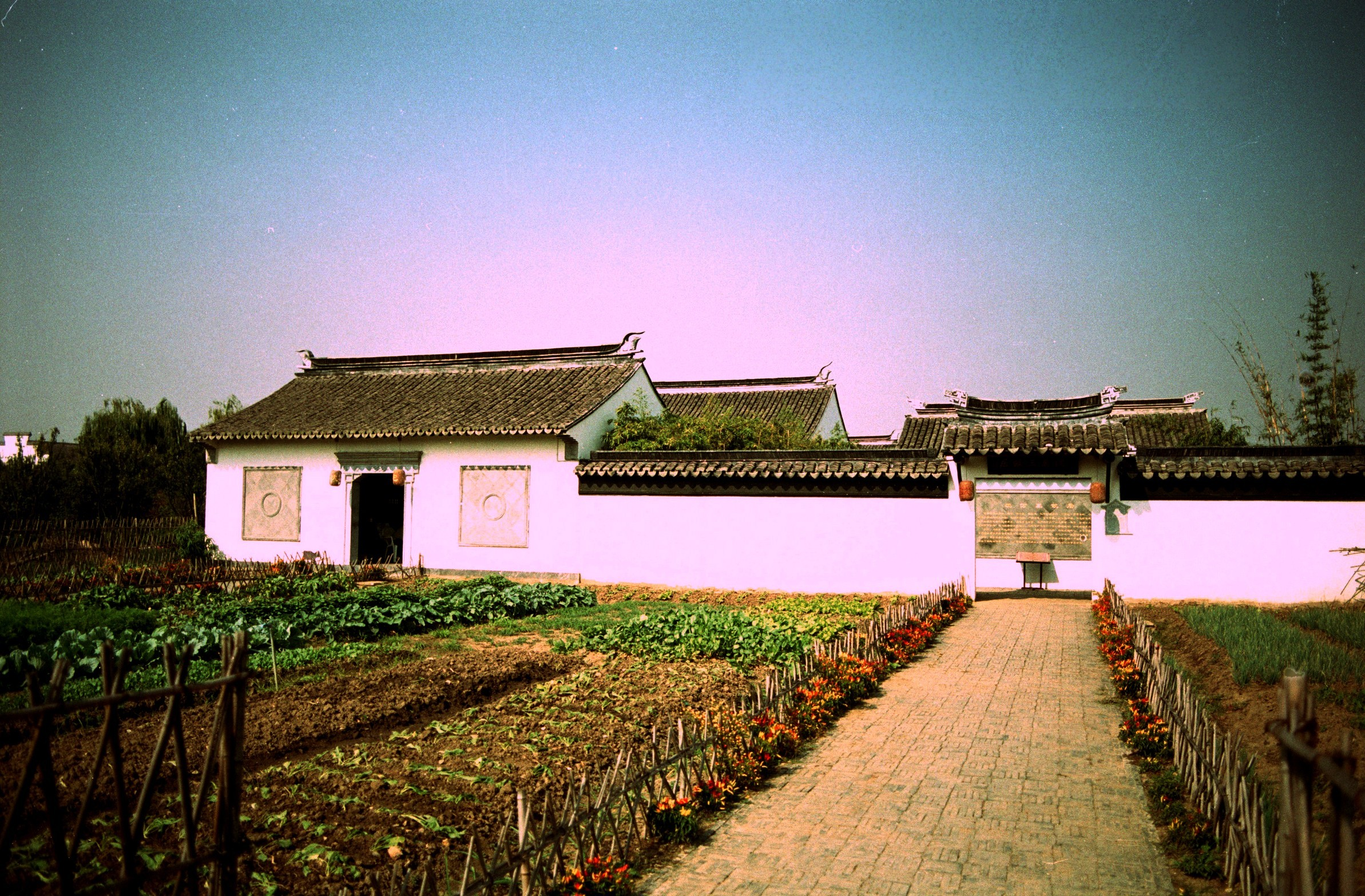
周庄镇外沈万三故居

清顺治五年（1648年），总戎杨承祖迎海涌峰（今虎丘）世尊大佛于全福寺。乾隆七年（1742年），沈本仁建敬业堂，为沈厅前身。乾隆十八年（1753年），章腾龙《贞丰拟乘》脱稿，嘉庆十三年（1808年）陈勰增辑付梓，为周庄第一部方志。道光二十三年（1843年），建永安桥和世德桥（即双桥），两桥纵横相连，俗称钥匙桥。光绪八年（1882年），里人陶煦编《周庄镇志》六册，刊印成书。

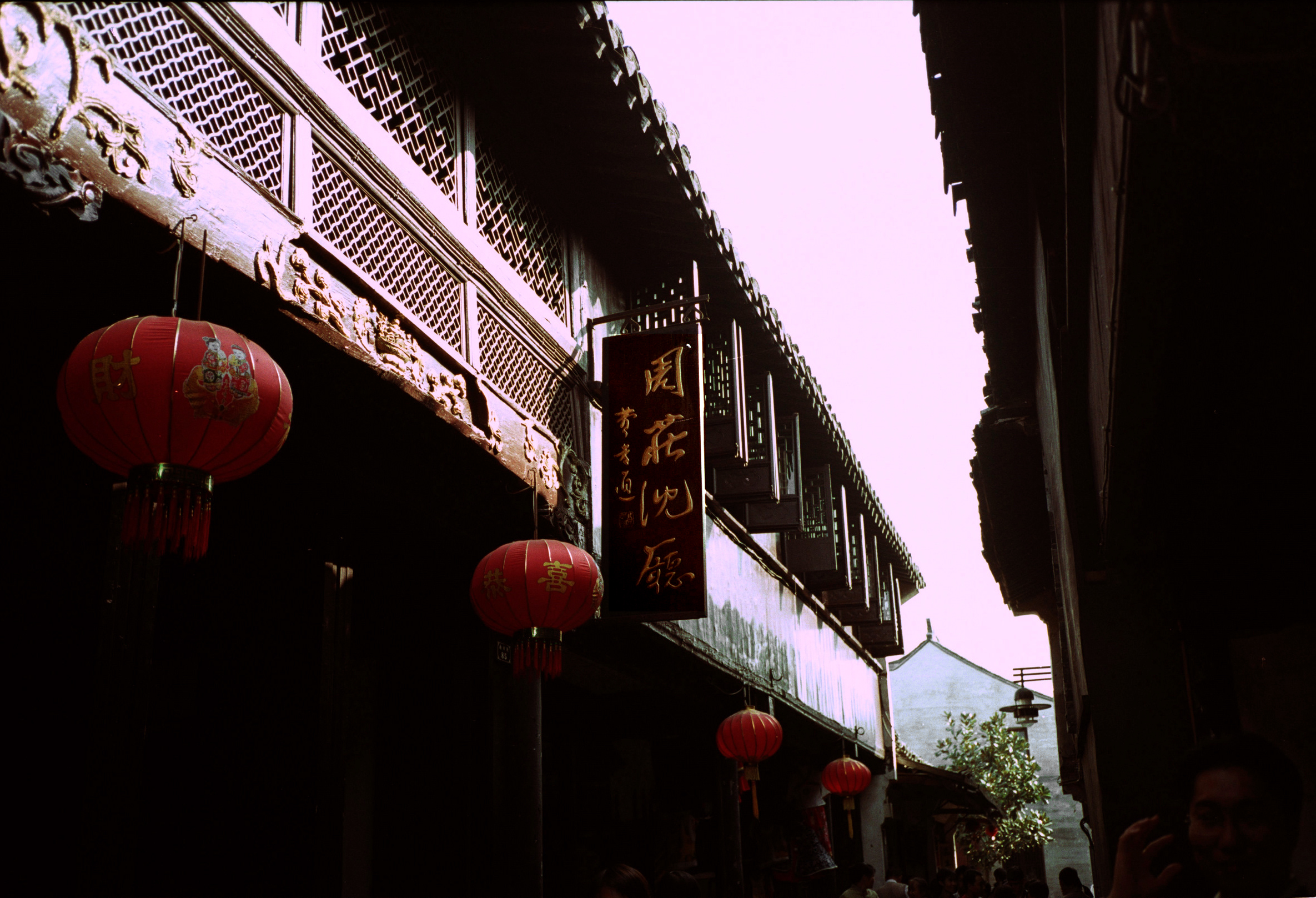
沈厅

民国7年（1918年），柳亚子来周庄同叶楚怆、王大觉以文会友，作《南湖草堂夜集》。民国8年（1919年），五四运动爆发，周庄乡立高等小学学校等校师生上街游行演讲。民国9年（1920）十二月，柳亚子抵周庄，居七日，唱酬于迷楼，赋诗甚多，后编为《迷楼集》。民国12年（1923年）5月，叶楚怆为新南社起草《发起宣言》，周庄陶惟坻，朱翊新等10余人加入新南社。是年，柳会成在周庄研制成第一台直流收音机，其容积有两只八仙桌大。民国35年（1946年），抗日战争胜利后，周庄改名楚怆镇。两年后复名周庄镇，是年，朱润苍《贞丰八年血泪录》问世。

## 闻名
1979年画家陈逸飞至周庄写生。1980年陈逸飞飞赴美国，四年后获亨特学院艺术硕士学位。在纽约期间，陈逸飞的画作风格受到了哈默画廊的主人、美国西方石油公司董事长阿曼德·哈默博士的赏识，他以周庄中心双桥为题材的作品《故乡的回忆》被其以重金购下，并在1984年作为访问中国送给邓小平的礼物。大大促进了周庄及周围江南水乡的旅游业，由此周庄开始闻名。
在同济大学教授阮仪三的帮助下，周庄决定保护自身的古建筑，维护原有的水乡风貌，开辟成旅游区，现在周庄所有的景点已经形成古镇旅游一票制。
周庄于2003年被评为中国历史文化名镇。

## 景点
- 沈厅（敬业堂），全国重点文物保护单位
- 张厅（玉燕堂），全国重点文物保护单位
- 双桥（世德桥、永安桥），江苏省文物保护单位
- 富安桥
- 逸飞之家
- 周庄博物馆
- 周庄舫
- 澄虚道院
- 财神居
- 沈万三水底墓
- 南湖秋月园
- 天孝德民间收藏馆
- 阮仪三工作站
- 叶楚伧故居
- 怪楼
- 全福讲寺

## 文物保护单位[6]
| 编号                 | 名称                 | 年代                 | 地址                     | 坐标                 | 登录时间             | 图片                 |                      |
| 全国重点文物保护单位 | 全国重点文物保护单位 | 全国重点文物保护单位 | 全国重点文物保护单位     | 全国重点文物保护单位 | 全国重点文物保护单位 | 全国重点文物保护单位 | 全国重点文物保护单位 |
| -------------------- | -------------------- | -------------------- | ------------------------ | -------------------- | -------------------- | -------------------- | -------------------- |
|                      | 敬业堂               | 清                   | 周庄镇                   |                      | 2013-5-3             |                      | 俗称沈厅。           |
|                      | 玉燕堂               | 明                   | 周庄镇                   |                      | 2013-5-3             |                      | 俗称张厅。           |
| 江苏省文物保护单位   |                      |                      |                          |                      |                      |                      |                      |
|                      | 双桥及沿河建筑       | 清                   | 周庄镇                   |                      | 2002-10-22           |                      |                      |
|                      | 叶楚伧故居           | 民国                 | 周庄镇                   |                      | 2011-12-30           |                      |                      |
| 昆山市文物保护单位   |                      |                      |                          |                      |                      |                      |                      |
|                      | 富安桥               | 清                   | 周庄中市街               |                      | 1991-7-27            |                      | 元代始建。           |
|                      | 澄虚道院             | 明清                 | 周庄镇                   |                      | 1997-5-15            |                      |                      |
|                      | 迮厅                 | 清                   | 周庄镇                   |                      | 2004-7-8             |                      |                      |
|                      | 迷楼                 | 民国                 | 周庄镇                   |                      | 2004-7-8             |                      |                      |
|                      | 戴宅                 | 民国                 | 周庄镇                   |                      | 2004-7-8             |                      |                      |
|                      | 全功桥               | 清                   | 周庄镇                   |                      | 2004-7-8             |                      |                      |
| 4-                   | 章宅                 | 明                   | 周庄镇中市街             |                      | 2009-9               |                      |                      |
|                      | 周庄王宅             | 明                   | 周庄镇后港街             |                      | 2009-9               |                      |                      |
|                      | 天孝德               | 明清                 | 周庄镇城隍埭             |                      | 2009-9               |                      |                      |
|                      | 冯元堂               | 清                   | 周庄镇南湖街             |                      | 2009-9               |                      |                      |
|                      | 朱宅                 | 民国                 | 周庄镇后港街38号         |                      | 2009-9               |                      |                      |
|                      | 梅宅                 | 民国                 | 周庄镇梅堰浜             |                      | 2009-9               |                      |                      |
| 4-                   | 贞固堂               | 清末                 | 周庄镇后港街             |                      | 2009-9               |                      |                      |
| 5-                   | 周庄玱珩西楼         | 民国                 | 周庄镇后港街30号         |                      | 2013年9月17日        |                      |                      |
| 6-1                  | 朱家屋               |                      | 周庄镇北市街             |                      | 2022年               |                      |                      |
| 6-2                  | 周庄普庆桥           |                      | 周庄镇中市街89、91号之间 |                      | 2022年               |                      |                      |
| 6-3                  | 通秀桥               |                      | 周庄镇西市街             |                      | 2022年               |                      |                      |

## 乡村
周庄实行镇管村制度，下设20个行政村，自然村共61个。
贞丰里社区、全功路社区、东浜村、全旺村、高勇村、云南村、复兴村、龙亭村、祁浜村、双庙村、龙凤村和南湖村。

## 文化
- 赛龙舟
- 阿婆茶
- 万三蹄
- 苏州大学应用技术学院

## 名人
- 沈万三
- 陶煦
- 柳亚子
- 叶楚怆
- 陈逸飞
- 叶绍袁

## 友好城市
- 法國 阿尔勒